# Tel Aviv Grand Slam
Il Tel Aviv Grand Slam, fino al 2020 classificato come Gran Prix, è stato un torneo internazionale di judo che si teneva annualmente a Tel Aviv, in Israele.
Il torneo ha fatto parte del circuito IJF World Tour.

## Edizioni
Di seguito la tabella delle edizioni del meeting.
| Edizione | Anno | Data           | Circuito            | Dettagli                 | Rif.  |
| -------- | ---- | -------------- | ------------------- | ------------------------ | ----- |
| 1°       | 2019 | 24-26 gennaio  | IJF World Tour 2019 | Tel Aviv Grand Prix 2019 | [ 1 ] |
| 2°       | 2020 | 23-25 gennaio  | IJF World Tour 2020 | Tel Aviv Grand Prix 2020 | [ 2 ] |
| 3°       | 2021 | 18-20 febbraio | IJF World Tour 2021 | Tel Aviv Grand Slam 2021 | [ 3 ] |
| 4°       | 2022 | 17-19 febbraio | IJF World Tour 2022 | Tel Aviv Grand Slam 2022 | [ 4 ] |
| 5°       | 2023 | 16-18 febbraio | IJF World Tour 2023 | Tel Aviv Grand Slam 2023 | [ 5 ] |